# فهرست کشورها بر پایه استفاده از آب
این فهرست کشورها، بر پایه استفاده از مصارف آب شیرین است. امار بر اساس کتاب حقایق جهان منتشر شده است.
| رتبه | کشور                   | مجموع مصرف (کیلومتر مکعب/سال) | سرانه مصرف (متر مکعب/سال) | درصد مصرف خانگی | درصد مصرف صنعتی | درصد مصرف کشاورزی | تاریخ |
| ---- | ---------------------- | ----------------------------- | ------------------------- | --------------- | --------------- | ----------------- | ----- |
| ۱    | چین                    | ۶۴۵٫۸۴                        | ۵۸۵                       | ۸               | ۵               | ۸۶                | ۲۰۰۰  |
| ۲    | هند                    | ۵۴۹٫۷۶                        | ۴۱۵                       | ۷               | ۲۶              | ۶۸                | ۲۰۲۰  |
| ۳    | ایالات متحده آمریکا    | ۴۷۷                           | ۱٬۶۰۰                     | ۱۳              | ۴۶              | ۴۱                | ۲۰۲۰  |
| ۴    | پاکستان                | ۱۶۹٫۳۹                        | ۱٬۰۷۲                     | ۲               | ۲               | ۹۶                | ۲۰۲۰  |
| ۵    | ایران                  | ۸۸٫۴۳                         | ۶۹۰                       | ۶               | ۲               | ۹۲                | ۲۰۲۰  |
| ۶    | ژاپن                   | ۸۲٫۷۸                         | ۳۷۲                       | ۸               | ۱               | ۹۱                | ۲۰۲۰  |
| ۷    | اندونزی                | ۸۲٫۷۵                         | ۱٬۲۸۸                     | ۲               | ۲               | ۹۵                | ۲۰۲۰  |
| ۸    | بنگلادش                | ۷۹٫۴                          | ۵۶۰                       | ۳               | ۱               | ۹۶                | ۲۰۲۰  |
| ۹    | مکزیک                  | ۷۸٫۲۲                         | ۷۳۱                       | ۱۷              | ۵               | ۷۷                | ۲۰۲۰  |
| ۱۰   | روسیه                  | ۷۶٫۶۸                         | ۵۳۵                       | ۱۹              | ۶۳              | ۱۸                | ۲۰۲۰  |
| ۱۱   | تایلند                 | ۷۲٫۸۸                         | ۱٬۰۴۸                     | ۷               | ۲               | ۹۱                | ۲۰۲۰  |
| ۱۲   | ویتنام                 | ۷۱٫۳۹                         | ۸۴۷                       | ۸               | ۲۴              | ۶۸                | ۲۰۲۰  |
| ۱۳   | مصر                    | ۶۸٫۳                          | ۹۲۳                       | ۸               | ۶               | ۸۶                | ۲۰۲۰  |
| ۱۴   | برزیل                  | ۵۹٫۳                          | ۳۱۸                       | ۲۰              | ۱۸              | ۶۲                | ۲۰۲۰  |
| ۱۵   | ازبکستان               | ۵۸٫۳۴                         | ۲٬۱۹۴                     | ۵               | ۲               | ۹۳                | ۲۰۲۰  |
| ۱۶   | کانادا                 | ۴۴٫۷۲                         | ۱٬۳۸۶                     | ۲۰              | ۶۹              | ۱۲                | ۱۹۹۶  |
| ۱۷   | عراق                   | ۴۲٫۷                          | ۱٬۴۸۲                     | ۳               | ۵               | ۹۲                | ۲۰۰۰  |
| ۱۸   | ایتالیا                | ۴۱٫۹۸                         | ۷۲۳                       | ۱۸              | ۳۷              | ۴۵                | ۱۹۹۸  |
| ۱۹   | ترکیه                  | ۳۹٫۷۸                         | ۵۴۴                       | ۱۵              | ۱۱              | ۷۴                | ۲۰۰۱  |
| ۲۰   | آلمان                  | ۳۸٫۰۱                         | ۴۶۰                       | ۱۲              | ۶۸              | ۲۰                | ۲۰۰۱  |
| ۲۱   | اوکراین                | ۳۷٫۵۳                         | ۸۰۷                       | ۱۲              | ۳۵              | ۵۲                | ۲۰۰۰  |
| ۲۲   | سودان                  | ۳۷٫۳۲                         | ۱٬۰۳۰                     | ۳               | ۱               | ۹۷                | ۲۰۰۰  |
| ۲۳   | اسپانیا                | ۳۷٫۲۲                         | ۸۶۴                       | ۱۳              | ۱۹              | ۶۸                | ۲۰۰۲  |
| ۲۴   | قزاقستان               | ۳۵                            | ۲٬۳۶۰                     | ۲               | ۱۷              | ۸۲                | ۲۰۰۰  |
| ۲۵   | میانمار                | ۳۳٫۲۳                         | ۶۵۸                       | ۱               | ۱               | ۹۸                | ۲۰۰۰  |
| ۲۶   | فرانسه                 | ۳۳٫۱۶                         | ۵۴۸                       | ۱۶              | ۷۴              | ۱۰                | ۲۰۰۰  |
| ۲۷   | آرژانتین               | ۲۹٫۱۹                         | ۷۵۳                       | ۱۷              | ۹               | ۷۴                | ۲۰۰۰  |
| ۲۸   | فیلیپین                | ۲۸٫۵۲                         | ۳۴۳                       | ۱۷              | ۹               | ۷۴                | ۲۰۰۰  |
| ۲۹   | ترکمنستان              | ۲۴٫۶۵                         | ۵٬۱۰۴                     | ۲               | ۱               | ۹۸                | ۲۰۰۰  |
| ۳۰   | استرالیا               | ۲۴٫۰۶                         | ۱٬۱۹۳                     | ۱۵              | ۱۰              | ۷۵                | ۲۰۰۰  |
| ۳۱   | افغانستان              | ۲۳٫۲۶                         | ۷۷۹                       | ۲               | ۰               | ۹۸                | ۲۰۰۰  |
| ۳۲   | مجارستان               | ۲۱٫۰۳                         | ۲٬۰۸۲                     | ۹               | ۵۹              | ۳۲                | ۲۰۰۱  |
| ۳۳   | پرو                    | ۲۰٫۱۳                         | ۷۲۰                       | ۸               | ۱۰              | ۸۲                | ۲۰۰۰  |
| ۳۴   | سوریه                  | ۱۹٫۹۵                         | ۱٬۰۴۸                     | ۳               | ۲               | ۹۵                | ۲۰۰۰  |
| ۳۵   | کره جنوبی              | ۱۸٫۵۹                         | ۳۸۹                       | ۳۶              | ۱۶              | ۴۸                | ۲۰۰۰  |
| ۳۶   | عربستان سعودی          | ۱۷٫۳۲                         | ۷۰۵                       | ۱۰              | ۱               | ۸۹                | ۲۰۰۰  |
| ۳۷   | جمهوری آذربایجان       | ۱۷٫۲۵                         | ۲٬۰۵۱                     | ۵               | ۲۸              | ۶۸                | ۲۰۰۰  |
| ۳۸   | اکوادور                | ۱۶٫۹۸                         | ۱٬۲۸۳                     | ۱۲              | ۵               | ۸۲                | ۲۰۰۰  |
| ۳۹   | ماداگاسکار             | ۱۴٫۹۶                         | ۸۰۴                       | ۳               | ۲               | ۹۶                | ۲۰۰۰  |
| ۴۰   | سری‌لانکا               | ۱۲٫۶۱                         | ۶۰۸                       | ۲               | ۲               | ۹۵                | ۲۰۰۰  |
| ۴۱   | مراکش                  | ۱۲٫۶                          | ۴۰۰                       | ۱۰              | ۳               | ۸۷                | ۲۰۰۰  |
| ۴۲   | شیلی                   | ۱۲٫۵۵                         | ۷۷۰                       | ۱۱              | ۲۵              | ۶۴                | ۲۰۰۰  |
| ۴۳   | آفریقای جنوبی          | ۱۲٫۵                          | ۲۶۴                       | ۳۱              | ۶               | ۶۳                | ۲۰۰۰  |
| ۴۴   | تاجیکستان              | ۱۱٫۹۶                         | ۱٬۸۳۷                     | ۴               | ۵               | ۹۲                | ۲۰۰۰  |
| ۴۵   | بریتانیا               | ۱۱٫۷۵                         | ۱۹۷                       | ۲۲              | ۷۵              | ۳                 | ۱۹۹۴  |
| ۴۶   | لهستان                 | ۱۱٫۷۳                         | ۳۰۴                       | ۱۳              | ۷۹              | ۸                 | ۲۰۰۲  |
| ۴۷   | پرتغال                 | ۱۱٫۰۹                         | ۱٬۰۵۶                     | ۱۰              | ۱۲              | ۷۸                | ۱۹۹۸  |
| ۴۸   | کلمبیا                 | ۱۰٫۷۱                         | ۲۳۵                       | ۵۰              | ۴               | ۴۶                | ۲۰۰۰  |
| ۴۹   | نپال                   | ۱۰٫۱۸                         | ۳۷۵                       | ۳               | ۱               | ۹۶                | ۲۰۰۰  |
| ۵۰   | قرقیزستان              | ۱۰٫۰۸                         | ۱٬۹۱۶                     | ۳               | ۳               | ۹۴                | ۲۰۰۰  |
| ۵۱   | مالزی                  | ۹٫۰۲                          | ۳۵۶                       | ۱۷              | ۲۱              | ۶۲                | ۲۰۰۰  |
| ۵۲   | کره شمالی              | ۹٫۰۲                          | ۴۰۱                       | ۲۰              | ۲۵              | ۵۵                | ۲۰۰۰  |
| ۵۳   | هلند                   | ۸٫۸۶                          | ۵۴۴                       | ۶               | ۶۰              | ۳۴                | ۲۰۰۱  |
| ۵۴   | یونان                  | ۸٫۷                           | ۷۸۲                       | ۱۶              | ۳               | ۸۱                | ۱۹۹۷  |
| ۵۵   | ونزوئلا                | ۸٫۳۷                          | ۳۱۳                       | ۶               | ۷               | ۴۷                | ۲۰۰۰  |
| ۵۶   | کوبا                   | ۸٫۲                           | ۷۲۸                       | ۱۹              | ۱۲              | ۶۹                | ۲۰۰۰  |
| ۵۷   | نیجریه                 | ۸٫۰۱                          | ۶۱                        | ۲۱              | ۱۰              | ۶۹                | ۲۰۰۰  |
| ۵۸   | بلژیک                  | ۷٫۴۴                          | ۷۱۴                       | ۱۳              | ۸۵              | ۱                 | ۱۹۹۸  |
| ۵۹   | بلغارستان              | ۶٫۹۲                          | ۸۹۵                       | ۳               | ۷۸              | ۱۹                | ۲۰۰۳  |
| ۶۰   | یمن                    | ۶٫۶۳                          | ۳۱۶                       | ۴               | ۱               | ۹۵                | ۲۰۰۰  |
| ۶۱   | مالی                   | ۶٫۵۵                          | ۴۸۴                       | ۹               | ۱               | ۹۰                | ۲۰۰۰  |
| ۶۲   | رومانی                 | ۶٫۵                           | ۲۹۹                       | ۹               | ۳۴              | ۵۷                | ۲۰۰۳  |
| ۶۳   | الجزایر                | ۶٫۰۷                          | ۱۸۵                       | ۲۲              | ۱۳              | ۶۵                | ۲۰۰۰  |
| ۶۴   | اتیوپی                 | ۵٫۵۶                          | ۷۲                        | ۶               | ۰               | ۹۴                | ۲۰۰۲  |
| ۶۵   | تانزانیا               | ۵٫۱۸                          | ۱۳۵                       | ۱۰              | ۰               | ۸۹                | ۲۰۰۰  |
| ۶۶   | لیبی                   | ۴٫۲۷                          | ۷۳۰                       | ۱۴              | ۳               | ۸۳                | ۲۰۰۰  |
| ۶۷   | زیمبابوه               | ۴٫۲۱                          | ۳۲۴                       | ۱۴              | ۷               | ۷۹                | ۲۰۰۲  |
| ۶۸   | کامبوج                 | ۴٫۰۸                          | ۲۹۰                       | ۱               | ۰               | ۹۸                | ۲۰۰۰  |
| ۶۹   | اتریش                  | ۳٫۶۷                          | ۴۴۸                       | ۳۵              | ۶۴              | ۱                 | ۱۹۹۹  |
| ۷۰   | گرجستان                | ۳٫۶۱                          | ۸۰۸                       | ۲۰              | ۲۱              | ۵۹                | ۲۰۰۰  |
| ۷۱   | جمهوری دومینیکن        | ۳٫۳۹                          | ۳۸۱                       | ۳۲              | ۲               | ۶۶                | ۲۰۰۰  |
| ۷۲   | لیتوانی                | ۳٫۳۳                          | ۹۷۱                       | ۷۸              | ۱۵              | ۷                 | ۲۰۰۳  |
| ۷۳   | سومالی                 | ۳٫۲۹                          | ۴۰۰                       | ۰               | ۰               | ۱۰۰               | ۲۰۰۰  |
| ۷۴   | اروگوئه                | ۳٫۱۵                          | ۹۱۰                       | ۲               | ۱               | ۹۶                | ۲۰۰۰  |
| ۷۵   | لائوس                  | ۳                             | ۵۰۷                       | ۴               | ۶               | ۹۰                | ۲۰۰۰  |
| ۷۶   | ارمنستان               | ۲٫۹۵                          | ۹۷۷                       | ۳۰              | ۴               | ۶۶                | ۲۰۰۰  |
| ۷۷   | بلاروس                 | ۲٫۷۹                          | ۲۸۶                       | ۲۳              | ۴۷              | ۳۰                | ۲۰۰۰  |
| ۷۸   | سوئد                   | ۲٫۶۸                          | ۲۹۶                       | ۳۷              | ۵۴              | ۹                 | ۲۰۰۲  |
| ۷۹   | کاستاریکا              | ۲٫۶۸                          | ۶۱۹                       | ۲۹              | ۱۷              | ۵۳                | ۲۰۰۰  |
| ۸۰   | تونس                   | ۲٫۶۴                          | ۲۶۱                       | ۱۴              | ۴               | ۸۲                | ۲۰۰۰  |
| ۸۱   | سوئیس                  | ۲٫۵۲                          | ۳۴۸                       | ۲۴              | ۷۴              | ۲                 | ۲۰۰۲  |
| ۸۲   | نروژ                   | ۲٫۴                           | ۵۱۹                       | ۲۳              | ۶۷              | ۱۰                | ۱۹۹۶  |
| ۸۳   | فنلاند                 | ۲٫۳۳                          | ۴۴۴                       | ۱۴              | ۸۴              | ۳                 | ۱۹۹۹  |
| ۸۴   | مولدووا                | ۲٫۳۱                          | ۵۴۹                       | ۱۰              | ۵۸              | ۳۳                | ۲۰۰۰  |
| ۸۵   | امارات متحده عربی      | ۲٫۳                           | ۵۱۱                       | ۲۳              | ۹               | ۶۸                | ۲۰۰۰  |
| ۸۶   | مقدونیه شمالی          | ۲٫۲۷                          | ۱٬۱۱۸                     | NA              | NA              | NA                | cu    |
| ۸۷   | سنگال                  | ۲٫۲۲                          | ۱۹۰                       | ۴               | ۳               | ۹۳                | ۲۰۰۲  |
| ۸۸   | نیجر                   | ۲٫۱۸                          | ۱۵۶                       | ۴               | ۰               | ۹۵                | ۲۰۰۰  |
| ۸۹   | نیوزیلند               | ۲٫۱۱                          | ۵۲۴                       | ۴۸              | ۹               | ۴۲                | ۲۰۰۰  |
| ۹۰   | اسرائیل                | ۲٫۰۵                          | ۳۰۵                       | ۳۱              | ۷               | ۶۲                | ۲۰۰۰  |
| ۹۱   | گواتمالا               | ۲٫۰۱                          | ۱۶۰                       | ۶               | ۱۳              | ۸۰                | ۲۰۰۰  |
| ۹۲   | جمهوری چک              | ۱٫۹۱                          | ۱۸۷                       | ۴۱              | ۵۷              | ۲                 | ۲۰۰۲  |
| ۹۳   | زامبیا                 | ۱٫۷۴                          | ۱۴۹                       | ۱۷              | ۷               | ۷۶                | ۲۰۰۰  |
| ۹۴   | آلبانی                 | ۱٫۷۱                          | ۵۴۶                       | ۲۷              | ۱۱              | ۶۲                | ۲۰۰۰  |
| ۹۵   | موریتانی               | ۱٫۷                           | ۵۵۴                       | ۹               | ۳               | ۸۸                | ۲۰۰۰  |
| ۹۶   | گویان                  | ۱٫۶۴                          | ۲٬۱۸۷                     | ۲               | ۱               | ۹۸                | ۲۰۰۰  |
| ۹۷   | کنیا                   | ۱٫۵۸                          | ۴۶                        | ۳۰              | ۶               | ۶۴                | ۲۰۰۰  |
| ۹۸   | گینه                   | ۱٫۵۱                          | ۱۶۱                       | ۸               | ۲               | ۹۰                | ۲۰۰۰  |
| ۹۹   | بولیوی                 | ۱٫۴۴                          | ۱۵۷                       | ۱۳              | ۷               | ۸۱                | ۲۰۰۰  |
| ۱۰۰  | استونی                 | ۱٫۴۱                          | ۱٬۰۶۰                     | ۵۶              | ۳۹              | ۵                 | ۲۰۰۲  |
| ۱۰۱  | لبنان                  | ۱٫۳۸                          | ۳۸۵                       | ۳۳              | ۱               | ۶۷                | ۲۰۰۰  |
| ۱۰۲  | عمان                   | ۱٫۳۶                          | ۵۲۹                       | ۷               | ۲               | ۹۰                | ۲۰۰۰  |
| ۱۰۳  | نیکاراگوئه             | ۱٫۳                           | ۲۳۷                       | ۱۵              | ۲               | ۸۳                | ۲۰۰۰  |
| ۱۰۴  | السالوادور             | ۱٫۲۸                          | ۱۸۶                       | ۲۵              | ۱۶              | ۵۹                | ۲۰۰۰  |
| ۱۰۵  | جمهوری ایرلند          | ۱٫۱۸                          | ۲۸۴                       | ۲۳              | ۷۷              | ۰                 | ۱۹۹۴  |
| ۱۰۶  | اسواتینی               | ۱٫۰۴                          | ۱٬۰۱۰                     | ۲               | ۱               | ۹۷                | ۲۰۰۰  |
| ۱۰۷  | اسلواکی                | ۱٫۰۴                          | ۱۹۳                       | NA              | NA              | NA                | cu    |
| ۱۰۸  | مالاوی                 | ۱٫۰۱                          | ۷۸                        | ۱۵              | ۵               | ۸۰                | ۲۰۰۰  |
| ۱۰۹  | اردن                   | ۱٫۰۱                          | ۱۷۷                       | ۲۱              | ۴               | ۷۵                | ۲۰۰۰  |
| ۱۱۰  | هائیتی                 | ۰٫۹۹                          | ۱۱۶                       | ۵               | ۱               | ۹۴                | ۲۰۰۰  |
| ۱۱۱  | کامرون                 | ۰٫۹۹                          | ۶۱                        | ۱۸              | ۸               | ۷۴                | ۲۰۰۰  |
| ۱۱۲  | غنا                    | ۰٫۹۸                          | ۴۴                        | ۲۴              | ۱۰              | ۶۶                | ۲۰۰۰  |
| ۱۱۳  | ساحل عاج               | ۰٫۹۳                          | ۵۱                        | ۲۴              | ۱۲              | ۶۵                | ۲۰۰۰  |
| ۱۱۴  | اسلوونی                | ۰٫۹                           | ۴۵۷                       | NA              | NA              | NA                | cu    |
| ۱۱۵  | هندوراس                | ۰٫۸۶                          | ۱۱۹                       | ۸               | ۱۲              | ۸۰                | ۲۰۰۰  |
| ۱۱۶  | پاناما                 | ۰٫۸۲                          | ۲۵۴                       | ۶۷              | ۵               | ۲۸                | ۲۰۰۰  |
| ۱۱۷  | بورکینافاسو            | ۰٫۸                           | ۶۰                        | ۱۳              | ۱               | ۸۶                | ۲۰۰۰  |
| ۱۱۸  | سورینام                | ۰٫۶۷                          | ۱٬۴۸۹                     | ۴               | ۳               | ۹۳                | ۲۰۰۰  |
| ۱۱۹  | دانمارک                | ۰٫۶۷                          | ۱۲۳                       | ۳۲              | ۲۶              | ۴۲                | ۲۰۰۲  |
| ۱۲۰  | موزامبیک               | ۰٫۶۳                          | ۳۲                        | ۱۱              | ۲               | ۸۷                | ۲۰۰۰  |
| ۱۲۱  | موریس                  | ۰٫۶۱                          | ۴۸۸                       | ۲۵              | ۱۴              | ۶۰                | ۲۰۰۰  |
| ۱۲۲  | پاراگوئه               | ۰٫۴۹                          | ۸۰                        | ۲۰              | ۸               | ۷۱                | ۲۰۰۰  |
| ۱۲۳  | مغولستان               | ۰٫۴۴                          | ۱۶۶                       | ۲۰              | ۲۷              | ۵۲                | ۲۰۰۰  |
| ۱۲۴  | کویت                   | ۰٫۴۴                          | ۱۶۴                       | ۴۵              | ۲               | ۵۲                | ۲۰۰۰  |
| ۱۲۵  | بوتان (کشور)           | ۰٫۴۳                          | ۱۹۹                       | ۵               | ۱               | ۹۴                | ۲۰۰۰  |
| ۱۲۶  | جامائیکا               | ۰٫۴۱                          | ۱۵۵                       | ۳۴              | ۱۷              | ۴۹                | ۲۰۰۰  |
| ۱۲۷  | سیرالئون               | ۰٫۳۸                          | ۶۹                        | ۵               | ۳               | ۹۲                | ۲۰۰۰  |
| ۱۲۸  | جمهوری دموکراتیک کنگو  | ۰٫۳۶                          | ۶                         | ۵۳              | ۱۷              | ۳۱                | ۲۰۰۰  |
| ۱۲۹  | آنگولا                 | ۰٫۳۵                          | ۲۲                        | ۲۳              | ۱۷              | ۶۰                | ۲۰۰۰  |
| ۱۳۰  | ترینیداد و توباگو      | ۰٫۳۱                          | ۲۳۷                       | ۶۸              | ۲۶              | ۶                 | ۲۰۰۰  |
| ۱۳۱  | اوگاندا                | ۰٫۳                           | ۱۰                        | ۴۳              | ۱۷              | ۴۰                | ۲۰۰۲  |
| ۱۳۲  | نامیبیا                | ۰٫۳                           | ۱۴۸                       | ۲۴              | ۵               | ۷۱                | ۲۰۰۰  |
| ۱۳۳  | اریتره                 | ۰٫۳                           | ۶۸                        | ۳               | ۰               | ۹۷                | ۲۰۰۰  |
| ۱۳۴  | بحرین                  | ۰٫۳                           | ۴۱۱                       | ۴۰              | ۳               | ۵۷                | ۲۰۰۰  |
| ۱۳۵  | هنگ کنگ                | ۰٫۲۹۵                         |                           |                 |                 |                   | ۲۰۰۸  |
| ۱۳۶  | قطر                    | ۰٫۲۹                          | ۳۵۸                       | ۲۴              | ۳               | ۷۲                | ۲۰۰۰  |
| ۱۳۷  | بوروندی                | ۰٫۲۹                          | ۳۸                        | ۱۷              | ۶               | ۷۷                | ۲۰۰۰  |
| ۱۳۸  | لتونی                  | ۰٫۲۵                          | ۱۰۸                       | ۵۵              | ۳۳              | ۱۲                | ۲۰۰۳  |
| ۱۳۹  | چاد                    | ۰٫۲۳                          | ۲۴                        | ۱۷              | ۰               | ۸۳                | ۲۰۰۰  |
| ۱۴۰  | قبرس                   | ۰٫۲۱                          | ۲۵۰                       | ۲۷              | ۱               | ۷۱                | ۲۰۰۰  |
| ۱۴۱  | سنگاپور                | ۰٫۱۹                          | ۴۴                        | ۴۵              | ۵۱              | ۴                 | ۱۹۷۵  |
| ۱۴۲  | بوتسوانا               | ۰٫۱۹                          | ۱۰۷                       | ۴۱              | ۱۸              | ۴۱                | ۲۰۰۰  |
| ۱۴۳  | گینه بیسائو            | ۰٫۱۸                          | ۱۱۳                       | ۱۳              | ۵               | ۸۲                | ۲۰۰۰  |
| ۱۴۴  | توگو                   | ۰٫۱۷                          | ۲۸                        | ۵۳              | ۲               | ۴۵                | ۲۰۰۰  |
| ۱۴۵  | ایسلند                 | ۰٫۱۷                          | ۵۶۷                       | ۳۴              | ۶۶              | ۰                 | ۲۰۰۳  |
| ۱۴۶  | رواندا                 | ۰٫۱۵                          | ۱۷                        | ۲۴              | ۸               | ۶۸                | ۲۰۰۰  |
| ۱۴۷  | بلیز                   | ۰٫۱۵                          | ۵۵۶                       | ۷               | ۷۳              | ۲۰                | ۲۰۰۰  |
| ۱۴۸  | بنین                   | ۰٫۱۳                          | ۱۵                        | ۳۲              | ۲۳              | ۴۵                | ۲۰۰۱  |
| ۱۴۹  | گابن                   | ۰٫۱۲                          | ۸۷                        | ۵۰              | ۸               | ۴۲                | ۲۰۰۰  |
| ۱۵۰  | لیبریا                 | ۰٫۱۱                          | ۳۴                        | ۲۷              | ۱۸              | ۵۵                | ۲۰۰۰  |
| ۱۵۱  | گینه استوایی           | ۰٫۱۱                          | ۲۲۰                       | ۸۳              | ۱۶              | ۱                 | ۲۰۰۰  |
| ۱۵۲  | پاپوآ گینه نو          | ۰٫۱                           | ۱۷                        | ۵۶              | ۴۳              | ۱                 | ۱۹۸۷  |
| ۱۵۳  | برونئی                 | ۰٫۰۹                          | ۲۴۳                       | NA              | NA              | NA                | cu    |
| ۱۵۴  | باربادوس               | ۰٫۰۹                          | ۳۳۳                       | ۳۳              | ۴۴              | ۲۲                | ۲۰۰۰  |
| ۱۵۵  | فیجی                   | ۰٫۰۷                          | ۸۲                        | ۱۴              | ۱۴              | ۷۱                | ۲۰۰۰  |
| ۱۵۶  | لوکزامبورگ             | ۰٫۰۶                          | ۱۲۱                       | ۴۲              | ۴۵              | ۱۳                | ۱۹۹۹  |
| ۱۵۷  | لسوتو                  | ۰٫۰۵                          | ۲۸                        | ۴۰              | ۴۰              | ۲۰                | ۲۰۰۰  |
| ۱۵۸  | گامبیا                 | ۰٫۰۳                          | ۲۰                        | ۲۳              | ۱۲              | ۶۵                | ۲۰۰۰  |
| ۱۵۹  | جمهوری کنگو            | ۰٫۰۳                          | ۸                         | ۵۹              | ۲۹              | ۱۲                | ۲۰۰۰  |
| ۱۶۰  | جمهوری آفریقای مرکزی   | ۰٫۰۳                          | ۷                         | ۸۰              | ۱۶              | ۴                 | ۲۰۰۰  |
| ۱۶۱  | مالت                   | ۰٫۰۲                          | ۵۰                        | ۷۴              | ۱               | ۲۵                | ۲۰۰۰  |
| ۱۶۲  | دومینیکا               | ۰٫۰۲                          | ۲۱۳                       | NA              | NA              | NA                | cu    |
| ۱۶۳  | جیبوتی                 | ۰٫۰۲                          | ۲۵                        | ۸۴              | ۰               | ۱۶                | ۲۰۰۰  |
| ۱۶۴  | کیپ ورد                | ۰٫۰۲                          | ۳۹                        | ۷               | ۲               | ۹۱                | ۲۰۰۰  |
| ۱۶۵  | سنت وینسنت و گرنادین‌ها | ۰٫۰۱                          | ۸۳                        | NA              | NA              | NA                | cu    |
| ۱۶۶  | سنت لوسیا              | ۰٫۰۱                          | ۸۱                        | NA              | NA              | NA                | cu    |
| ۱۶۷  | کومور                  | ۰٫۰۱                          | ۱۳                        | ۴۸              | ۵               | ۴۷                | ۱۹۹۹  |
| ۱۶۸  | آنتیگوآ و باربودا      | ۰٫۰۰۵                         | ۶۳                        | ۶۰              | ۲۰              | ۲۰                | ۱۹۹۰  |
| ۱۶۹  | مالدیو                 | ۰٫۰۰۳                         | ۹                         | ۹۸              | ۲               | ۰                 | ۱۹۸۷  |

## همچنین ببینید
- مدیریت بحران آب